# ロロッロ!
『ロロッロ！』（RORORRO!）は、桜井のりおによる日本の漫画作品。『週刊少年チャンピオン』（秋田書店）にて、2016年44号から48号まで短期集中掲載された後、『みつどもえ』連載終了後に2017年45号から通常連載され、2020年23号にて完結となった。
人型ロボットの炉端イチカと、友達のいない女子中学生森繁ちとせの日常を描いたSFコメディ作品。なお、タイトルの意味は、”ロボットを上手く言えない、伝わらないという意図”とのこと（作者twitterより）。

## 登場人物

### 森繁製作所
森繁 ちとせ（もりしげ ちとせ）
12歳の中等部1年生（クラスは1年B組）。大人しい性格で、初等部のころから友達がいなかった。イチカのことをロボットだとは信じておらず（一応「ロボさん」と呼んではいる）、父親がどこからか連れてきた女の子だと思いこんでいる。母親は海外出張中。当初は帰宅部だったが、イチカの誘いや紆余曲折もあって美術部に入部。以降は（主にイチカやうみこに対し）毒舌になっている。
当初は三つ編みだったが、進級後は髪を下ろしている。
炉端 イチカ（ろばた イチカ）
ちとせの父によって、いちかの友達として造られた少女型ロボット。ちとせと同じ学校に通っており、クラスも同じ。明るくフレンドリーな性格で、ちとせの友達として常に一緒に行動している。尻の付近からジェット噴射で空を飛んだり（その為普段はノーパンである）、乳首を取り外したりすることができる。こういった能力を披露してちとせ達に自分がロボットである事を信じてもらおうとするが、なるこ以外の誰にも自分がロボットだと信じてもらえない。内面から言動まで基本的に全く普通の人と変わらない、自称「超高性能ロボット」であり、相応のパワーや銃弾にも耐える頑丈さなども備えている。ただし当初は防水機能がなかったため、水に浸かると故障してしまい雨天時に外出できないなど、日常生活を送る上での欠陥がいくつか見られる。当初はちとせと共に美術部への入部を希望していたが、成り行きで「美術部に上質な資料（ボディー）を提供する会（通称：美ボ会）」会長の高嶺に気に入られ、副会長になってしまう。その影響で、脱ぐことに慣れつつある。
森繁 ひろし（もりしげ ひろし）
ちとせの父でイチカの開発者。常に溶接マスクを被っているため素顔は不明。マスクに加えてタンクトップと短パンにエプロンを纏うという変態的な装いから、外出時は周囲から不審者扱いされるのがお約束となっている。登場当初と比べて無茶な要求をするイチカに対し、常識的な側面が描写されつつある。

### 学校関係

#### クラスメイト
戌井 うみこ（いぬい うみこ）
見栄っ張りで負けず嫌いな性格だが、ちとせと同様にコミュ障で友達がおらず、ちとせとは初等部のころから「どっちが先に友達出来るか対決」を行っている。ちとせに対して素直になれない態度を見せることが多い。当初はパソコン部に所属していたが、部員は自分一人だった。iPud（iPadに似たタブレット端末）の貸与をきっかけに美術部に入り浸るようになり、あおいの勧誘もあって美術部に入部する。
小堀（こぼり）
家がお金持ちのロボットオタク。小型ロボットの「スーパーピポ」を学校に持ってきている。ボーイッシュな言動だが性別不詳。林田に惚れているようなそぶりを見せる。
ピポ / 緋村 歩鳥（ひむら ほとり）
小堀の所有する小型ロボット。外見はロビに似ている。中身(AI)の性別は一応男だが、ちとせの要望もあって女の子らしい外見に改造された。一度故障させられたことが原因で、イチカに対して復讐心を持っている。
ちとせ達の進級後、ちとせの父（ひろし）が開発したツインテールの美少女のボディを与えられ、イチカの命を狙う目的で「緋村歩鳥」としてちとせ達の学校に入学する（同時にピポの元のボディは頭脳の移植によって普通のロボットに戻った）。ただし、イチカがロボットだとは気付いていないため、通常の人間であることを前提にした作戦は失敗している。イチカに美ボ会に入会させられるが、一応美術部の部員達ともうまく馴染んでいる。しかし一応中身が男であることや、ひろしの個人的な趣向に沿っていたデータが移植されたことで、異性についての興味が強い。自分の正体を知らない部員に対して邪な感情を抱いていることや、イチカの命を狙っている事をイチカは分かっているため、イチカに警戒されている。小堀に対しては一応(元)ご主人なので心配と気まずさを抱えている。
林田 なるこ（はやしだ なるこ）
学校ではいつも寝ているマイペースな少女。「のだ」が口癖だが、実はAIの研究者で、イチカが人型ロボットであることに気づいている唯一の人物。イチカの開発者であるちとせの父に強い興味を抱いているが、ある勘違いから富三郎をちとせの父と思い込むようになる。

#### 美術部・美ボ会
高嶺マリエンヌ（たかみね マリエンヌ）/高嶺華子（たかみね はなこ）【本名】
中等部3年生。「美術部に上質な資料（ボディー）を提供する会（通称：美ボ会）」会長である女子生徒。
清楚でおしとやかなお嬢様らしい少女だが、どこでも脱ごうとする生粋の痴女。美術部へ入部希望していたイチカを副会長として歓迎し、「写真部に上質な資料（ボディー）を提供する会」会長も兼任する。同級生の富三郎とは親同士が仲の良い関係もあり、彼から密かな恋心を寄せられているが、その想いには一切気づいていない。
中等部卒業後も会長という二つ名で呼ばれている。
あおい
美術部部長である中等部3年生。ポリスの妹。同級生である高嶺とは幼馴染み同士の関係で、彼女のことは「華ちゃん」と呼んでいる。ちとせとも気兼ねなく接し、入部を歓迎する人当たりの良い性格。
登場人物中屈指の常識人だが、高嶺や姉にはつくづく手を焼く気苦労の絶えない苦労人。
当初は短いツインテールだったが、中等部卒業後はセミショートに変えている。
ミシェル金剛（ミシェルこんごう）/近藤みちか（こんどう みちか）【本名】
北大路砂奈（きたおおじ さな）
桜小路美玲（さくらこうじ みれい）
美術部部員の女子生徒。おかっぱヘアで「ッス」が口癖な女子がミシェル、黒髪ショートヘアーで眼鏡をかけた女子が北大路、短い髪をお下げにしたそばかす顔の女子が桜小路。全員腐女子。
ミシェルは進級後に美術部の新部長に任命される。
アミ、ラン
桜小路のクラスメイトである女子生徒。巨乳で今時のガングロギャルの女子がアミ、長身でロングヘアーのギャルがラン。両者共に常にテンションの高い明るい性格で、クラスメイトの桜小路と親しく、彼女との交流や興味本位もあって美術部に入部する。

#### その他の生徒
富三郎（とみさぶろう）
中等部3年生。周囲からは「トミー（先輩）」の愛称で親しまれ、女子生徒からは絶大な人気を集める学園一のイケメンである男子生徒。常に富三郎の周辺を見張っているファンクラブ（親衛隊）がおり、自分たち以外の女子が彼に近づくとどこからともなく現れて、吹き矢で攻撃を仕掛けてくる。高嶺とは親同士が仲の良い関係もあり、彼女に対して密かな恋心を寄せているが、自分の想いに中々気づいてもらえない。
高校進学後は近くで高嶺とあおいの仲の良さを見続けた事で2人がイチャつく事が最大の喜びになる性癖に目覚めた。

### その他の人物
ポリス
交番勤務の婦警で、あおいの姉。変態を徹底的にマークしているため、ちとせの父やイチカ、高嶺を危険人物としてマークしている。何故か自動小銃を持っていたり、思想犯を拷問にかけているなど、とても普通の警察とは思えない過激さを持つ。一応妹思いだが、その過激な性格から妹の悩みの種になっていることには気付いていない。変態的な猫好き。巨乳であり、その事を指摘されると照れる。

## 書誌情報
- 桜井のりお『ロロッロ！』秋田書店〈少年チャンピオン・コミックス〉、全7巻
  1. 2018年3月8日発売[4]、ISBN 978-4-253-22656-1
  2. 2018年9月7日発売[5]、ISBN 978-4-253-22657-8
  3. 2018年12月7日発売[6]、ISBN 978-4-253-22658-5
  4. 2019年5月8日発売[7]、ISBN 978-4-253-22659-2
  5. 2019年11月8日発売[8]、ISBN 978-4-253-22660-8
  6. 2020年3月6日発売[9]、ISBN 978-4-253-22661-5
  7. 2020年7月8日発売[10]、ISBN 978-4-253-22661-5